# 1990-es Tour de France
Az 1990-es Tour de France volt a 77. francia körverseny. 1990. június 30-a és július 22-e között rendezték.

## Végeredmény
|    | Versenyző          | Csapat                 | Idő            |
| -- | ------------------ | ---------------------- | -------------- |
| 1  | Greg LeMond        | Z Clothing             | 90 óra 43' 20" |
| 2  | Claudio Chiappucci | Carrera Jeans-Vagabond | 2' 16"         |
| 3  | Erik Breukink      | PDM                    | 2' 29"         |
| 4  | Pedro Delgado      | Banesto                | 5' 01"         |
| 5  | Marino Lejarreta   | Once                   | 5' 03"         |
| 6  | Eduardo Chozas     | Once                   | 9' 14"         |
| 7  | Gianni Bugno       | Chateau D'Ax           | 9' 39"         |
| 8  | Raúl Alcalá        | PDM                    | 11' 14"        |
| 9  | Claude Criquielion | Lotto-Superclub-MBK    | 12' 04"        |
| 10 | Miguel Indurain    | Banesto                | 12' 47"        |

## Les étapes
| Dátum      | Szakasz | Állomások                          | km      | Győztes                   | Összetett                |
| június 30. | Prolog  | Futuroscope                        | 6,3 *   | Thierry Marie (FRA)       | Thierry Marie (FRA)      |
| július 1.  | 1       | Futuroscope–Futuroscope            | 138,5   | Frans Maassen (NED)       | Steve Bauer (CAN)        |
| július 1.  | 2       | Futuroscope                        | 44,5 ** | Panasonic                 | Steve Bauer (CAN)        |
| július 2.  | 3       | Poitiers–Nantes                    | 233     | Moreno Argentin (ITA)     | Steve Bauer (CAN)        |
| július 3.  | 4       | Nantes–Mont Saint-Michel           | 203     | Johan Museeuw (BEL)       | Steve Bauer (CAN)        |
| július 4.  | 5       | Avranches–Rouen                    | 301     | Gerrit Solleveld (NED)    | Steve Bauer (CAN)        |
| július 6.  | 6       | Sarrebourg–Vittel                  | 202,5   | Jelle Nijdam (NED)        | Steve Bauer (CAN)        |
| július 7.  | 7       | Vittel–Épinal                      | 61,5 *  | Raúl Alcalá (MEX)         | Steve Bauer (CAN)        |
| július 8.  | 8       | Épinal–Besançon                    | 181,5   | Olaf Ludwig (GER)         | Steve Bauer (CAN)        |
| július 9.  | 9       | Besançon–Genova                    | 196     | Massimo Ghirotto (ITA)    | Steve Bauer (CAN)        |
| július 10. | 10      | Genova–Saint-Gervais-Mont Blanc    | 118,5   | Thierry Claveyrolat (FRA) | Ronan Pensec (FRA)       |
| július 11. | 11      | Saint-Gervais–L’Alpe d’Huez        | 182,5   | Gianni Bugno (ITA)        | Ronan Pensec (FRA)       |
| július 12. | 12      | Fontaine–Villard-de-Lans           | 33,5 *  | Erik Breukink (NED)       | Claudio Chiappucci (ITA) |
| július 14. | 13      | Villard-de-Lans–Saint-Étienne      | 149     | Eduardo Chozas (ESP)      | Claudio Chiappucci (ITA) |
| július 15. | 14      | Le Puy-en-Velay–Millau-Causse Noir | 205     | Marino Lejarreta (ESP)    | Claudio Chiappucci (ITA) |
| július 16. | 15      | Millau–Revel                       | 170     | Charly Mottet (FRA)       | Claudio Chiappucci (ITA) |
| július 17. | 16      | Blagnac–Luz-Ardiden                | 215     | Miguel Indurain (ESP)     | Claudio Chiappucci (ITA) |
| július 18. | 17      | Lourdes–Pau                        | 150     | Dimitri Konyshev (URS)    | Claudio Chiappucci (ITA) |
| július 19. | 18      | Pau–Bordeaux                       | 202     | Gianni Bugno (ITA)        | Claudio Chiappucci (ITA) |
| július 20. | 19      | Castillon-la-Bataille–Limoges      | 177     | Guido Bontempi (ITA)      | Claudio Chiappucci (ITA) |
| július 21. | 20      | Lac de Vassivière                  | 45,5 *  | Erik Breukink (NED)       | Greg LeMond (USA)        |
| július 22. | 21      | Brétigny-sur-Orge–Párizs           | 182,5   | Johan Museeuw (BEL)       | Greg LeMond (USA)        |